# الأستاذ (رواية)
الأستاذ (بالإنجليزية: The Professor)‏ هي أول رواية أصدرها الكاتب شارلوت برونتي. وقد كتبت في الأصل قبل رواية جين اير ورفضت من قبل العديد من دور النشر، ولكن تم نشرها في النهاية بعد وفاته في عام 1857 بمساعدة آرثر بيل نيكولز، الذي قبل مهمة تقييم وتحرير الرواية. وهي تدور حول حياة شاب من فترة بلوغه حتى أصبح أستاذا في مدرسة للبنات.

## روابط خارجية
- الأستاذ على موقع الموسوعة البريطانية (الإنجليزية)